# El Nostre Teatre
El Nostre Teatre va ser una publicació quinzenal d'obres escèniques i d'informació teatral, que es va publicar entre els anys 1934 i 1937, amb un total de 68 números.
Era una edició en forma de llibret on s'hi publicava una obra de teatre, de diferents autors, a més a més d'haver-hi alguna pàgina d'informació sobre l'actualitat teatral de la Barcelona d'entre 1934 i 1937. Va deixar de publicar-se degut a les conseqüències bèl·liques del cop d'estat franquista. El primer número va aparèixer l'1 de març de 1934 i es va publicar ininterromput i quinzenalment fins al 15 de novembre de 1936. Posteriorment, en plena guerra, només van aparèixer dos números extraordinaris al juny de 1937 i l'agost de 1937.
S'hi van publicar obres teatrals de: Adrià Gual, Prudenci Bertrana, Martí de Riquer, Domènec Guansé, Ventura Gassol, Fages de Climent, Joan Oliver, Agustí Collado, Ramon Vinyes, Lluís Masriera, Nicolau Ma. Rubió i Tudurí o Pompeu Crehuet.
Cada llibre tenia un preu inicial de 75 cèntims. La seu d'El Nostre Teatre era al carrer d'Urgell n.155.

## Llistat d'obres
1. J. F. Vidal Jové - La senyoreta oest
2. J. Roig Guivernau - Una noia segle XX
3. Agustí Collado - La Bohemia Trista
4. J. Navarro Costabella - Samuel
5. Lluís Elies - Madame
6. Adrià Gual - Foc a Muntanya (suplement: Agustí Collado - No vull casar-m'hi)
7. Antoni Rosich Catalan - El collaret de Berta
8. Jaume Rosquelles i Alessan - Guillem de Cabestany
9. Domènec Guansé - El fill de la Ninon
10. Ramon Vinyes - Fornera, rossor de pa
11. Agustí Esclasans - Capitel·lo
12. Joan Trias Fàbregas - Laura, la forastera
13. Josep Mª Francès - El saltiró de la cardina
14. Agustí Collado - La sort té cops amagats
15. Ventura Gassol i J. Carner Ribalta - L'home i la bèstia
16. Ignasi Agustí - L'esfondrada
17. J. M. Miquel i Vergés - L'altra veritat
18. Lluís Elies - Or i fang
19. Carles Soldevila - Valentina
20. Agustí Collado i J. Roig Guivernau - El pas de la glòria
21. J. F. Vidal Jové - Mercuri i els metges
22. Albert Piera i Serís - Els homes forts
23. Lluís Elias - La família Bartolí
24. Ambrosi Carrion - L'ombra
25. Florenci Cornet - Fortitud
26. J. Millàs-Raurell - Fruita Verda
27. J. Navarro Costabella - Don Joan de Terrassa. Farsa en quatre actes.
28. J. Roig Guivernau - Dues dones per un home
29. Fages de Climent - El Jutge està Malalt
30. J. Navarro Costabella - Víctor Daura
31. Agustí Collado - El veritable amor
32. Joan Oliver - Cataclisme
33. Nicolau Ma. Rubió i Tudurí - Midas, rei de Frígia
34. Domènec Farrés - Realitats
35. Modest Sabaté - Un pas enllà
36. Lluís Capdevila - Adriana i l'Amor
37. Prudenci Bertrana - Els atropellats
38. Joan Trias Fàbregas - L'amor inútil
39. Ramon Vinyes - Entre dues músiques
40. Antoni Torras - Mestressa
41. Martí de Riquer - Spinoza i els gentils
42. J. Gimeno-Navarro - L'amor infinit
43. Lluís Masriera - Les gàrgoles de la Seu
44. Joan Trias Fàbregas - El carter Höboll
45. J. M. Miquel i Vergés - El demà és lluny
46. Pompeu Crehuet - Estàtua de Sal
47. J. Carner Ribalta - El plaer de viure
48. Domènec Guansé - Volia ser felici...
49. Desconegut
50. Desconegut
51. Desconegut
52. Domènec Farrés - El testament del senyor Recasens
53. Ambrosi Carrion - A posta de sol
54. Antoni Torras - Mobles de luxe
55. Llucieta Canyà - L'estudiant de Girona
56. Joan Janer - Un pare que tenia dos fills
57. J. Navarro Costabella - Immaculada
58. J. F. Vidal Jové - L'Oreig entre columnes
59. Desconegut
60. Desconegut
61. Desconegut
62. Albert Piera i Serís - Les sagetes de Mercuri
63. Desconegut
64. Joan Cumellas - Ombres del Port
65. Francesc Masferrer - La felicitat dels altres
66. Ramon Vinyes - Ball de titelles
67. Xavier Regàs - Cèlia, la noia del carrer Aribau
68. Manuel Valldeperes - La sang als ulls